# Park Hang-seo
Park Hang-seo (Hangul: 박항서, Hanja: 朴恒緖, Hán-Việt: Phác Hằng Tự, sinh ngày 1 tháng 10 năm 1957) là một huấn luyện viên bóng đá và cựu cầu thủ bóng đá người Hàn Quốc. Ông từng dẫn dắt đội tuyển Việt Nam trong giai đoạn từ năm 2017 đến năm 2023 và được xem là huấn luyện viên thành công nhất trong lịch sử bóng đá Việt Nam.

## Tiểu sử
Park Hang-seo sinh ra và lớn lên tại huyện Sancheong, tỉnh Gyeongsang Nam, Hàn Quốc. Ông từng học tại trường trung học Gyeongsin (경신고등학교), tốt nghiệp xong cấp ba, ông tiếp tục theo học chuyên ngành nghiên cứu về thảo dược tại Đại học Hanyang (한양대학교). Tuy nhiên, sau khi tốt nghiệp, ông đã đi theo con đường bóng đá khác hoàn toàn với chuyên môn được đào tạo.

## Sự nghiệp cầu thủ

### Sự nghiệp câu lạc bộ
Ông khởi đầu sự nghiệp cầu thủ của mình tại đội tuyển trường Đại học Hanyang từ năm 1977 đến năm 1980 khi mới 18 tuổi. Nhờ những thành tích trong quá trình tập luyện và thi đấu, ông đã trở thành đại diện thanh thiếu niên lứa tuổi U-20 tham dự Giải vô địch bóng đá trẻ châu Á 1978.
Park Hang-seo bắt đầu sự nghiệp bóng đá chuyên nghiệp sau đó tại Korea First Bank FC vào năm 1981, nhưng vài năm sau câu lạc bộ này đã giải thể. Ông nhập ngũ và thi đấu cho Army FC, hoàn thành nghĩa vụ quân sự. Sau đó ông tiếp tục gia nhập Lucky-Goldstar Hwangso năm 1984 cũng như ghi bàn thắng đầu tiên trong sự nghiệp vào lưới Jeju United ngày 22 tháng 4 cùng năm. Trong suốt 4 năm thi đấu, ông đã ra sân 99 trận, ghi 15 bàn và là một trong những nhân tố quan trọng nhất góp phần vào chức vô địch của câu lạc bộ tại giải K League 1985, đồng thời lọt vào đội hình tiêu biểu của mùa giải với 4 bàn thắng và 3 bàn kiến tạo cũng như đạt danh hiệu á quân trong mùa giải sau đó.

### Sự nghiệp quốc tế
Ở cấp độ đội trẻ, Park Hang-seo từng là đội trưởng U-20 Hàn Quốc vô địch AFC Youth Championship (nay là Cúp bóng đá U-20 châu Á) vào năm 1978 tại Dhaka, Bangladesh. Ông có trận đấu duy nhất cho đội tuyển quốc gia khi Hàn Quốc thắng 1–0 trong trận đấu giao hữu thường niên với Nhật Bản ngày 8 tháng 3 năm 1981. Tuy nhiên Park Hang-seo đã giải nghệ sau đó vào mùa giải năm 1988.

## Sự nghiệp trợ lý
Ngay sau khi giải nghệ sự nghiệp cầu thủ vào năm 1988, Park Hang-seo làm trợ lý huấn luyện viên tại FC Seoul cho đến 1996 và sau đó làm vị trí tương tự tại câu lạc bộ Suwon Samsung Bluewings từ năm 1997 đến năm 1999.
Ông từng là một trong hai trợ lý của huấn luyện viên trưởng Guus Hiddink tại FIFA World Cup 2022, trước đó ông cũng có mặt trong thành phần ban huấn luyện đội tuyển Hàn Quốc dự World Cup 1994.

## Sự nghiệp huấn luyện viên
Trong sự nghiệp huấn luyện của mình, Park Hang-seo hay lựa chọn cho các đội bóng mình dẫn dắt phô diễn lối chơi bóng ngắn, phối hợp đến tận cầu môn của đối phương. Tuy nhiên, vì vậy mà ông thường bị giới chuyên môn ở quê nhà Hàn Quốc chê bai về sự đơn điệu trong chiến thuật và từng bị truyền thông đặt cho biệt danh Sleeping One (Ngài ngủ gật) khi bắt gặp ông đang nhắm mắt trên băng ghế trong lúc chỉ đạo một trận đấu.

### U-23 Hàn Quốc
Vào tháng 8 năm 2002, ông được bổ nhiệm làm huấn luyện viên trưởng của đội chủ nhà Olympic Hàn Quốc tham dự Đại hội Thể thao châu Á 2002 nhờ những thành tích xuất sắc trong vai trò trợ lý huấn luyện viên. Tuy nhiên ông đã bị KFA sa thải sau giải đấu khi chỉ giúp đội đạt huy chương đồng.

### Các câu lạc bộ Hàn Quốc
Vào tháng 8 năm 2005, ông trở thành huấn luyện viên đầu tiên của đội bóng mới thành lập là Gyeongnam FC và giúp đội đứng thứ 4 trong mùa giải K-League 2007, sau đó ông rời đội vì những mâu thuẫn trong nội bộ.
Vào tháng 12 năm 2007, ông kế nhiệm Huh Jung-moo làm huấn luyện viên cho Jeonnam Dragons, giúp đội kết thúc với vị trí á quân League Cup 2008 và đứng thứ 6 tại K-League 2009, tuy nhiên ông đã từ chức do màn trình diễn kém cỏi của đội; ông còn bị liên lụy vì những cáo buộc bao che cho học trò trong một vụ bán độ và dàn xếp tỷ số, nhưng sau đó ông đã được tuyên bố vô tội.
Từ năm 2012 đến năm 2015, ông đã dẫn dắt đội bóng quân đội Sangju Sangmu FC. Dưới sự chỉ đạo của ông, đội đã 2 lần vô địch giải hạng nhì K-League Challenge vào năm 2013 và 2015. Năm 2017, Park Hang-seo được bổ nhiệm làm huấn luyện viên đội hạng 3 Changwon City FC tại Korea National League Championship (nay là K3 League) và đã giành chức vô địch giải năm 2017, ông được vinh danh là huấn luyện viên hay nhất giải đấu.

### Việt Nam

Park Hang-seo giao lưu với người hâm mộ tại Seoul (tháng 2 năm 2018)

Sau khi huấn luyện viên Nguyễn Hữu Thắng từ chức do thất bại của U-22 Việt Nam ở SEA Games 2017, Liên đoàn bóng đá Việt Nam (VFF) đã họp và báo cáo lên Tổng cục Thể dục thể thao về chủ trương mời huấn luyện viên ngoại dẫn dắt cho đội tuyển Việt Nam. Hai người nổi bật nhất lúc đó chính là Takashi Sekizuka và Park Hang-seo, nhưng vì chế độ đãi ngộ dành cho ông Takeshi là quá cao và quá khắt khe nên VFF đã chuyển sang phương án thứ hai là Park Hang-seo. Sau khi thương thảo thành công, ông đã ký hợp đồng để trở thành huấn luyện viên trưởng của Đội tuyển bóng đá quốc gia Việt Nam từ ngày 11 tháng 10 năm 2017. Toàn bộ quá trình từ thương thảo đến khi ký hợp đồng giữa 2 bên đã diễn ra trong một thời gian ngắn kỷ lục, chỉ trong vòng 1 ngày. Vào ngày 14 tháng 11 năm 2017, ông có trận ra mắt trên cương vị huấn luyện viên trưởng đội tuyển quốc gia khi Việt Nam hòa 0-0 trước Afghanistan trên sân nhà Mỹ Đình tại vòng loại thứ 3 Asian Cup 2019, một kết quả đủ để tuyển Việt Nam giành vé dự vòng chung kết Asian Cup 2019.
Những chiến công đầu tiên của Park với bóng đá Việt Nam đến từ cấp độ U-23. Sau khi cùng U-23 Việt Nam thắng chủ nhà Thái Lan để giành huy chương đồng tại giải giao hữu M-150 Cup 2017, ông tiếp tục dẫn dắt đội tuyển U-23 đoạt ngôi Á quân tại giải U-23 châu Á 2018 và đứng hạng tư môn bóng đá nam tại ASIAD 18.

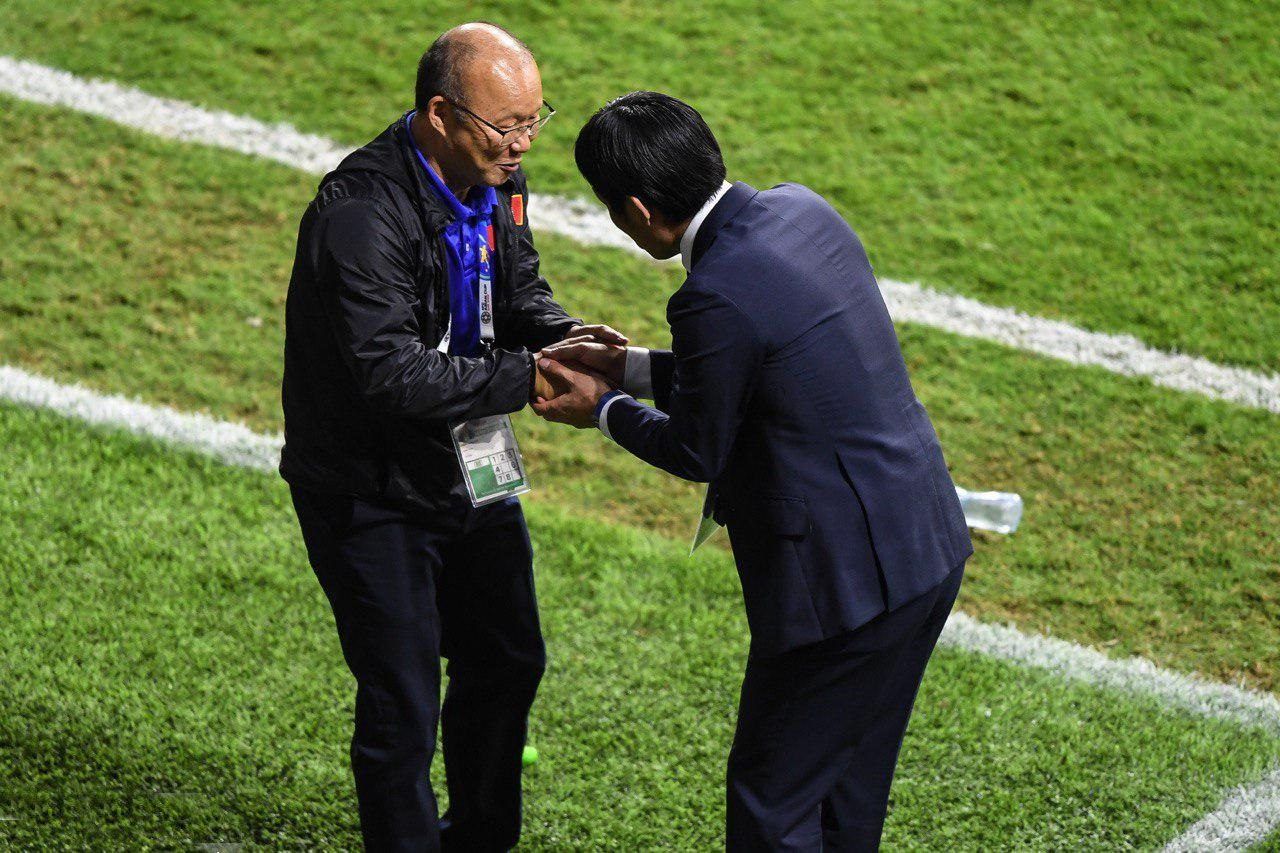
Park Hang-seo bắt tay Hajime Moriyasu tại Asian Cup 2019

Vào cuối năm 2018, với nòng cốt là những cầu thủ U-23 vừa gây tiếng vang ở châu lục, Park giúp Việt Nam giành chức vô địch AFF Cup sau 10 năm chờ đợi, đồng thời lọt vào đến tứ kết Cúp bóng đá châu Á 2019 và giành vị trí Á quân Cúp Nhà vua Thái Lan 2019 (trong đó có trận thắng Thái Lan 1-0).
Vào cuối năm 2019, Park giúp đội tuyển U-22 Việt Nam giành được huy chương vàng SEA Games đầu tiên sau hơn 60 năm chờ đợi tại kỳ đại hội khu vực lần thứ 30. Đến tháng 6 năm 2021, ông giúp đội tuyển Việt Nam lần đầu tiên lọt vào đến vòng loại thứ 3 của World Cup 2022.
Với những thành tích của ông tại Việt Nam từ khi dẫn dắt đến nay, VFF đã quyết định gia hạn hợp đồng vào sáng ngày 7 tháng 11 năm 2019 thêm hai năm cho đến tháng 10 năm 2021. Sau đó vào ngày 10 tháng 11 năm 2021, ông và VFF đạt thỏa thuận gia hạn hợp đồng đến hết 31 tháng 1 năm 2023. Đáng chú ý, huấn luyện viên người Hàn Quốc tuyên bố sẽ thôi đảm nhiệm vị trí huấn luyện viên trưởng U-23 Việt Nam sau SEA Games 31 tổ chức vào giữa năm 2022 tại Việt Nam.
Tuy nhiên, thành tích của bóng đá Việt Nam có chiều hướng đi xuống trong hợp đồng thứ ba của ông. Cuối năm 2021, Việt Nam đã trở thành cựu vương tại AFF Cup 2020 khi thua Thái Lan với tổng tỷ số 0-2 tại bán kết. Đó cũng là lần đầu tiên tuyển Việt Nam để thua một đội bóng Đông Nam Á dưới thời Park Hang-seo.
Tại vòng loại thứ 3 của World Cup 2022, dù đội đứng cuối bảng B nhưng ông giúp đội giành 4 điểm sau chiến thắng 3-1 trước Trung Quốc cùng trận hòa 1-1 trước Nhật Bản. Với kết quả trên, đội tuyển Việt Nam đã tạo cột mốc lịch sử khi cân bằng thành tích của đội tuyển Thái Lan đã từng giành được tại vòng loại cuối cùng của World Cup 2002. Thời điểm đó, đội tuyển Thái Lan giành được 4 điểm sau 4 trận hòa.
Sau đó, tại SEA Games 31 tổ chức trên sân nhà, ông giúp đội U-23 Việt Nam bảo vệ thành công tấm huy chương vàng khi đánh bại U-23 Thái Lan 1-0 trong trận chung kết.
Ngày 17 tháng 10 năm 2022, Liên đoàn bóng đá Việt Nam (VFF) thông báo sẽ không gia hạn hợp đồng với ông, hợp đồng giữa hai bên sẽ chính thức kết thúc vào ngày 31 tháng 1 năm 2023. Qua đó, AFF Cup 2022 là giải đấu cuối cùng của Park Hang-seo trên cương vị huấn luyện viên trưởng đội tuyển Việt Nam. Tại giải đấu này, Việt Nam tiến đến trận chung kết nhưng thất bại chung cuộc trước Thái Lan với tổng tỷ số 2-3, qua đó chỉ giành ngôi Á quân.

## Đời tư
Park Hang-seo kết hôn với bà Choi Sang-a (sinh năm 1961) vào năm 1985. Hai người có một người con trai là Park Chan-Sung sinh năm 1986, làm cho công ty sản xuất phụ tùng xe hơi và cũng giúp đỡ cha mình về chuyên môn.
Ông từng thừa nhận với phóng viên đài SBS rằng đã làm lại giấy tờ, khai man ngày sinh để hoàn tất chương trình học phổ thông trước khi đi nghĩa vụ quân sự cũng như có thể đăng ký vào đội bóng đá của trường trung học ông đang học lúc bấy giờ. Vì vậy mà trong khi ngày sinh gia đình ông nói là 1 tháng 10 năm 1957 nhưng thực tế trên giấy tờ ngày sinh của ông lại là 4 tháng 1 năm 1959.

## Thống kê huấn luyện
Tính đến match played 16 January 2023
| Đội             | Từ                   | Đến                  | Thành tích | Thành tích | Thành tích | Thành tích | Thành tích |
| Đội             | Từ                   | Đến                  | P          | W          | D          | L          | Win %      |
| --------------- | -------------------- | -------------------- | ---------- | ---------- | ---------- | ---------- | ---------- |
| Gyeongnam       | 22 tháng 8 năm 2005  | 16 tháng 11 năm 2007 | 78         | 29         | 15         | 34         | 037,18     |
| Jeonnam Dragons | 27 tháng 12 năm 2007 | 8 tháng 11 năm 2010  | 110        | 39         | 27         | 44         | 035,45     |
| Sangju Sangmu   | 30 tháng 12 năm 2011 | 11 tháng 12 năm 2015 | 168        | 63         | 34         | 71         | 037,50     |
| Changwon City   | 11 tháng 11 năm 2016 | 14 tháng 10 năm 2017 | 34         | 8          | 11         | 15         | 023,53     |
| Việt Nam        | 29 tháng 9 năm 2017  | 31 tháng 1 năm 2023  | 55         | 26         | 15         | 14         | 047,27     |
| U-23 Việt Nam   | 11 tháng 10 năm 2017 | 24 tháng 5 năm 2022  | 49         | 32         | 11         | 6          | 065,31     |
| Tổng cộng       | Tổng cộng            | Tổng cộng            | 494        | 197        | 113        | 184        | 039,88     |

## Danh hiệu

### Cầu thủ
Đại học Hanyang
- Korean President's Cup: 1977[56]
- Á quân Korean National Football Championship: 1980[57]

Lucky-Goldstar Hwangso
- K League 1: 1985; á quân: 1986

U-20 Hàn Quốc
- AFC Youth Championship: 1978

Cá nhân
- Đội hình tiêu biểu K League 1: 1985

### Trợ lý huấn luyện viên
Hàn Quốc
- Hạng tư FIFA World Cup: 2002

### Huấn luyện viên
U-23 Hàn Quốc
- Hạng ba Asiad: 2002

Chunnam Dragons
- Á quân Korean League Cup: 2008

Sangju Sangmu FC
- K League 2: 2013, 2015

Changwon City
- Korea National League Championship: 2017[58]

U-23 Việt Nam
- Hạng ba M-150 Cup 2017
- Á quân Giải vô địch bóng đá U-23 châu Á: 2018
- VFF Cup: 2018
- Hạng tư Bóng đá tại Đại hội Thể thao châu Á: 2018
- Huy chương vàng SEA Games: 2021

U-22 Việt Nam
- Huy chương vàng SEA Games: 2019

Việt Nam
- AFF Cup: 2018; á quân: 2022
- Á quân Cúp Nhà vua (Thái Lan): 2019
- VFF Cup: 2022

Cá nhân
- Huấn luyện viên xuất sắc nhất K League 2: 2013[59]
- Huấn luyện viên xuất sắc nhất K League 3: 2017[58]
- Huân chương Lao động hạng ba: 2018
- Huân chương Hữu nghị Việt Nam: 2018
- Huấn luyện viên xuất sắc nhất AFF: 2019
- Huân chương Lao động hạng nhì: 2020